# 文昌大道街道
文昌大道街道，是中华人民共和国河南省安陽市龙安区下辖的一个乡镇级行政单位。

## 行政区划
文昌大道街道下辖以下地区：
晨光社区、物探社区、宗村、肖七里村、候七里村、李七里村、苏七里村、四府坟村、烧盆窑村和余家庄村。